# حكومة كايا كالاس
حكومة كاجا كالاس هي مجلس الوزراء الحالي لإستونيا منذ 26 يناير 2021. وهي حكومة ائتلافية بين حزب الإصلاح وحزب الوسط.